# Honda CB400T
Honda CB400T es el nombre de una gama de motocicletas fabricada por Honda. En el Reino Unido se conocía como Dream, mientras que en los Estados Unidos se comercializó como Hawk. Otra versión, la Honda CB250T también estaba disponible en el Reino Unido por motivos legales, relacionados con la licencia para conducir motocicletas.

## Antecedentes
El modelo fue el sucesor de la envejecida CB360 con motor de dos cilindros en línea, y de la muy respetada, aunque cara para ser una moto de 400 cc, CB400F con motor de cuatro cilindros en línea. La CB400T tenía dos cilindros menos que su predecesora, la CB400F, y aunque la prensa inicialmente se mostró escéptica al respecto, las pruebas realizadas demostraron que era una sucesora de calidad y más que capaz de competir con sus rivales contemporáneas. Su motor con árbol de levas en cabeza de 395 cm³ (0,4 L) refrigerado por aire de dos cilindros en línea había sido completamente rediseñado, con una transmisión por cadena que operaba tres válvulas por cilindro, dos para la admisión y una para el escape. Se diferenciaba de los modelos bicilíndricos de 400 cc de los fabricantes rivales porque tenía un diseño de manivela de 360° similar al de muchos motores británicos tradicionales, en lugar del diseño más común de manivelas a 180°. El eje de equilibrado de contrarrotación ayudaba a reducir las vibraciones no deseadas causadas por el diseño de la manivela a 360°. Honda equipó estos modelos con ignición por descarga de condensador en lugar del sistema de ignición por descarga inductiva de sus predecesoras, que requería un mantenimiento frecuente. Utilizaba una transmisión de cinco velocidades por cadena. La alimentación disponía de dos carburadores gemelos Keihin. Un bastidor de acero tipo cuna con forma de diamante incluía el motor como elemento resistente del cuadro para reducir la masa y aumentar la distancia al suelo.

## Mercado británico
La CB400T Dream se introdujo en 1977. Sus ruedas Comstar utilizaban un compuesto de aleación ligera y acero. La alimentación del motor era proporcionada por dos carburadores Keihin de 32 mm. Disponía de un freno de disco delantero hidráulico y de un freno de tambor trasero. El modelo Dream también estaba disponible en una versión de 250 cm³ (0,25 L) CB250T para cumplir con las regulaciones de aprendizaje del Reino Unido en ese momento. Las revisiones periódicas indicaron que la motocicleta era un modelo de turismo de gama media y la comodidad del conductor se consideraba uno de sus mejores atributos.
La Dream ("Sueño") solo estuvo a la venta durante un período de seis meses, antes de que fuera reemplazada por la CB250N and CB400N Super Dream de estilo europeo en 1978.

## Mercado americano
En los Estados Unidos, la CB400T se conocía como Hawk ("Halcón"). Se anunciaron bajo el lema "Vuela el Halcón: el motociclismo nunca volverá a ser el mismo". La CB400T se comercializó junto con la Honda CM400, mecánicamente similar, más inspirada en una motocicleta de crucero. Fue lanzada en 1978 en tres variantes diferentes, CB400TI Hawk I, CB400TII Hawk II y CB400A Hawk Hondamatic.

### CB400TI Hawk I
El modelo "económico" de la gama Hawk. Tenía frenos de tambor delanteros y traseros y ruedas de radios con llantas cromadas. Dependía de un pedal de arranque y el único instrumento era un velocímetro. También tenía un tanque de combustible ligeramente diferente y de mayor capacidad que los otros dos modelos. Debido a la eliminación de ciertos componentes, el Hawk I es en realidad 10 kg más liviano que el modelo Hawk II, equipado con más extras.

### CB400TII Hawk II
El modelo "deportivo" de la gama y más similar a la especificación Dream del Reino Unido. Tenía un único freno de disco delantero con llantas de aluminio. Los instrumentos incluyen un tacómetro y un velocímetro. Un motor de arranque complementaba al pedal de arranque.

### CB400A Hawk Hondamatic
La CB400A tenía una transmisión semiautomática de dos velocidades.: 42  Incorporaba un convertidor de par y dos marchas adelante (alta y baja) que el piloto debía seleccionar manualmente. Disponía de un indicador de posición de marcha en lugar de un tacómetro en el cuadro de instrumentos. Un freno de estacionamiento reemplazó a la palanca del embrague. Este modelo estaba equipado con carburadores Keihin de 28 mm, que reducían la potencia máxima a cambio de una mejor respuesta a bajas revoluciones.

### CB400T Hawk
En 1980, Honda solo ofreció un modelo, designado como Hawk, conocido simplemente como CB400T. El modelo CM400E asumió el papel de la Hawk I, pero más económico. Era similar a la CB400NA europea. Tenía el mismo estilo europeo y caja de cambios manual de seis velocidades, aunque las clavijas, el reposapiés y la palanca de cambios están en la misma posición que las variantes Hawk anteriores. La motocicleta se dejó con arranque eléctrico únicamente. Se instalaron carburadores Keihin CV más pequeños de 30 mm con bombas de aceleración para cumplir con los controles de emisiones estadounidenses. El modelo de 1981 era similar al CB400NB europeo y tenía un freno delantero de doble pistón y una pinza, guardabarros delantero de plástico y una forma del depósito de combustible diferente.

## Legado
Aunque el modelo Dream solo estuvo a la venta en el Reino Unido durante seis meses, su sucesor, el modelo Super Dream, se comercializó durante ocho años. El motor y el chasis sustentaron varios otros modelos hasta principios de la década de 1990, culminando con la CB450DX (1989-1992).
Las gamas Hawk y CM continuaron como CB450 Hawk, con los modelos posteriormente denominados CB450SC Nighthawk y CM450.